# ルイス・ヒアネオ
ルイス・ヒアネオ（Luis Gianneo, 1897年1月9日  - 1968年8月5日）は、アルゼンチンの作曲家。
イタリア系移民の子としてブエノスアイレスで生まれる。コンスタンティノ・ガイトに作曲を師事。1923年からサン・ミゲル・デ・トゥクマンに移住し、教師・ピアニスト・指揮者として活動した。1949年からはラプラタ音楽院で教鞭をとった。作風はイーゴリ・ストラヴィンスキー、クロード・ドビュッシー、オットリーノ・レスピーギら同時代の作曲家の影響を受けたもので、主な作品に交響詩「満開のタルコ」、ヴァイオリン協奏曲「アイマラ協奏曲」、「コンチェルティーノ・セレナータ」などがある。

## Links
- Orquesta No Tipica at the Universität Bremen